# 伊丹国扶
伊丹 国扶（いたみ くにすけ）は、戦国時代の武将。室町幕府の管領家・細川京兆家の家臣。伊丹氏の当主。摂津国伊丹城主。

## 略歴
父は伊丹元扶とされる。通称は兵庫助。初名は雅扶（まさすけ）、のち摂津守護を兼ねる管領の細川高国より偏諱（「国」の字）を賜り、国扶と改名。
国扶は父と同じく細川高国の武将として仕え、永正17年（1520年）に細川澄元や三好之長らが摂津越水城を攻めると、その後詰を行なっている。
元扶の死後も高国方の有力武将として仕えたが、享禄4年（1531年）6月4日、高国が細川晴元（澄元の子）や三好元長（之長の孫）との決戦（大物崩れ）に敗れた際に討ち死にしたという。